# Moisés Torres
Moisés Torres Ramírez (Sucre, Bolivia; 1949 - Ibidem., 4 de agosto de 2021) fue un profesor, periodista y político boliviano. Se desempeñó en el cargo de diputado nacional plurinominal de Bolivia en representación del Departamento de Chuquisaca desde el 6 de agosto de 1997 hasta el 6 de agosto de 2002.

## Biografía
Moisés Torres nació el 4 de septiembre año 1949 en la ciudad de Sucre. Sus padres fueron Florentino Torres (+) y Damiana Ramírez (+). Al encontrarse huérfano de madre desde los 11 años comenzó a trabajar como ayudante de sastrería. Realizó sus estudios escolares en la Escuela "La recoleta" salió bachiller el año 1967 e ingresó a estudiar en la Escuela Superior de Formación de Maestros "Mariscal Sucre" de donde se graduó como profesor de profesión el año 1978.
Torres ingresó también al periodismo como otra labor alternativa a su profesión. Comenzó a trabajar en Radio Nuevo Mundo en la ciudad de Sucre como operador de consola desde 1967. Posteriormente trabajó en Radio Loyola (Sucre), Radio Panamericana (La Paz), Radio Fides (La Paz), Radio Progreso, Radio El Mundo (Santa Cruz). En su calidad de periodista, fue propietario de la "Radio Colosal" la cual fundó el 29 de septiembre año 1983, así como también dueño del canal regional de televisión "Colosal" formando así RTVC Radio Televisión Colosal con las frecuencias de FM 90.7 "Radio Latina" (siendo esta la segunda radio FM de la ciudad de Sucre en emitir en esta frecuencia), AM 1060 Radio Colosal y Tv Colosal Canal 33. Fue también por un tiempo, el encargado de Radio Televisión Popular (RTP) en Sucre.
Una de las actividades realizadas por la empresa de radio y televisión colosal fue llevar adelante el circuito de carreras automotriz llamado el Circuito Colosal, cuyo objetivo fue coadyuvar y permitir que jóvenes pilotos de la ciudad de Sucre hagan de este circuito uno de los más emocionantes del departamento de Chuquisaca para Asociación de Automovilismo Deportivo de Sucre.
Otra actividad cultural de la ciudad de Sucre es la entrada Entrada folclórica, que en el año 1988 con la autorización del Arzobispo de la ciudad el Monseñor Jesús Pérez, Moisés Torres Ramírez junto a los trabajadores de la radio Colosal (Willy Martínez Tapia, Rilma Guzmán y Elizabeth Arcienega) y la Sra. Aída de Acosta llevaron adelante con 12 grupos de baile (Entre escuelas y kínder Gardens) la primera entrada folclórica que posteriormente sería organizada cada año por la agrupación "Las Gualalas" en conmemoración de la Virgen de Guadalupe.

## Carrera política
El ingreso oficial de Moisés Torres a la política boliviana comienza en el año 1995 cuando el líder histórico de Conciencia de Patria (CONDEPA) Carlos Palenque Avilés decide invitarlo a sumarse a su partido político.  

### Concejal de Sucre (1996-1997)
Participó en las elecciones municipales de diciembre de 1995 como candidato a la Alcaldía de Sucre en representación de CONDEPA, pero salió no tuvo éxito ya que salió en sexto lugar al obtener solamente el 5.4 % de la votación total, pero logró a la vez logró obtener una concejalía (según las normas de la época). Llegaría también a convertirse en el jefe departamental de CONDEPA.

### Diputado Plurinominal de Bolivia (1997-2002)
En 1997 renunció a su concejalía y participó en las elecciones generales de ese integrando las listas del partido CONDEPA. Logró salir elegido pero fue el único diputado condepista del Departamento de Chuquisaca que obtuvo el curul parlamentario y 

### Elecciones nacionales de 2002
Buscó nuevamente la reelección en su cargo de diputado, participando en las elecciones generales de 2002, pero esta vez sin éxito, pues ya para ese año CONDEPA se había fragmentado y desprestigiado lo que frustró el propósito de Torres de reelegido en el cargo. Después de los comicios, retornó a las actividades periodísticas.

### Elecciones Subnacionales de 2010
Luego de ese paréntesis, volvió a la política unos ocho años después, pero esta vez en el ámbito local, participando nuevamente por segunda vez como candidato a la alcaldía de la ciudad de Sucre en representación de la agrupación ciudadana "Frente Para la Victoria (FPV)". 
Al igual como había ocurrido en 1995 (15 años antes), los resultados finales de esos comicios no lo favorecieron, demostrando que había salido en quinto y último lugar al obtener solamente el apoyo del 3.7 % de la votación total de la población sucrense. De ahí en adelante, Torres se retiraría definitivamente de la política regional como también de la nacional.

### Fallecimiento
Moisés Torres contrajo la enfermedad del Coronavirus (COVID-19) pero el virus complicó su delicado estado de salud por lo que tuvo que ser internado e intubado en el hospital de la Caja Nacional de Salud (CNS). Pero debido a un paro cardiaco, falleció en la madrugada del 4 de agosto de 2021 a los 72 años de edad, pues durante sus últimos días de vida su estado de salud se había complicado aún más.
En su memoria, el concejo municipal de la ciudad de Sucre instaló una capilla ardiente.